# 150-й гвардейский истребительный авиационный полк
150-й гвардейский истребительный авиационный Братиславский Краснознамённый  полк (150-й гв. иап) — воинская часть Военно-воздушных сил (ВВС) Вооружённых Сил РККА, принимавшая участие в боевых действиях Великой Отечественной войны.

## Наименования полка

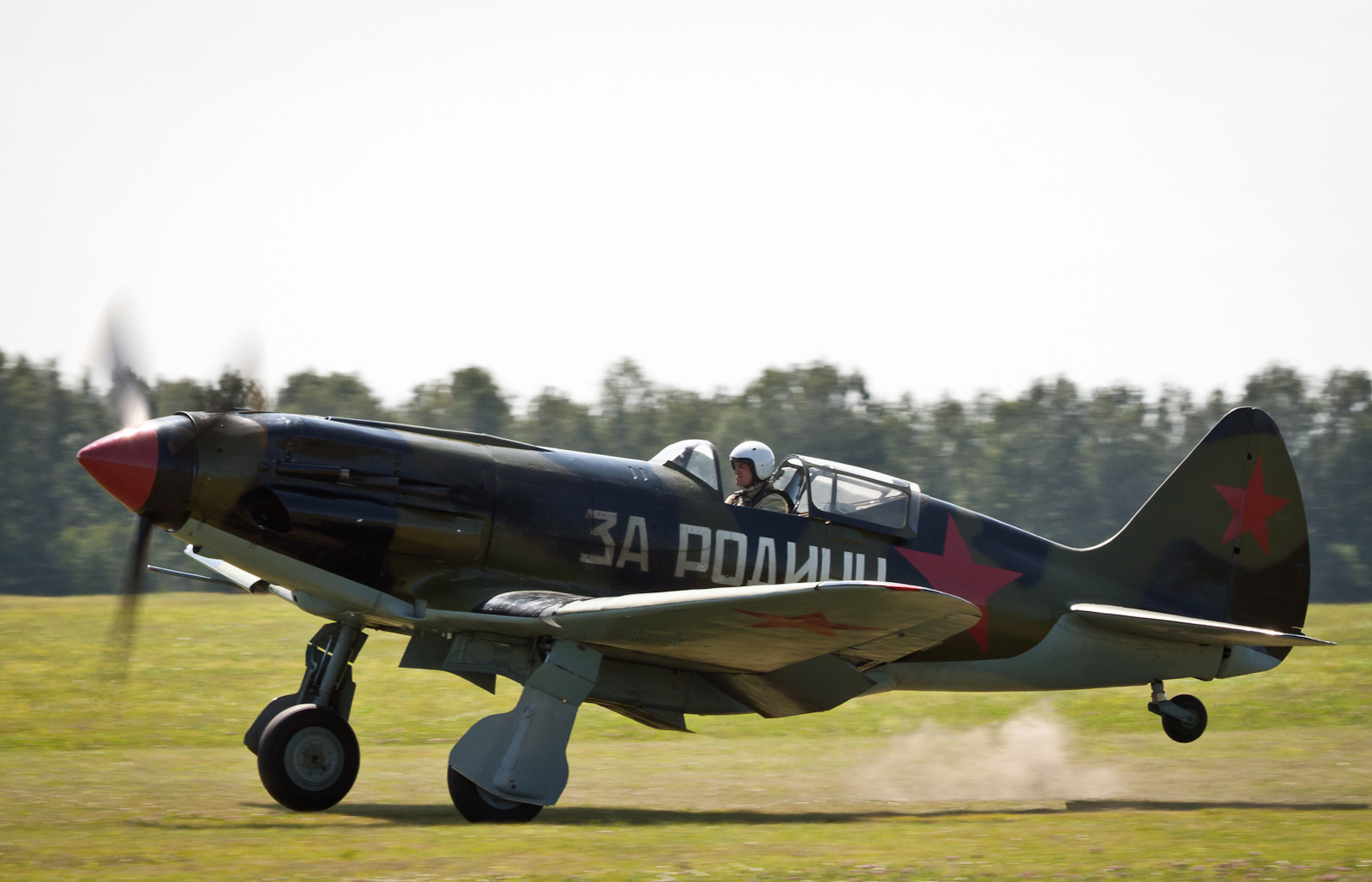
Самолёт МиГ-3

За весь период своего существования полк несколько раз менял своё наименование:
- 183-й истребительный авиационный полк;
- 150-й гвардейский истребительный авиационный полк;
- 150-й гвардейский истребительный авиационный Краснознамённый полк;
- 150-й гвардейский истребительный авиационный Братиславский Краснознамённый полк;
- Войсковая часть (Полевая почта) 65232.

## Создание полка
150-й гвардейский истребительный авиационный полк образован 2 июля 1944 года путём переименования 183-го истребительного авиационного полка в гвардейский за образцовое выполнение боевых задач и проявленные при этом мужество и героизм на основании Приказа НКО СССР.

## В действующей армии
В составе действующей армии:
- с 02 июля 1944 года по 11 мая 1945 года, всего 313 дней.

|  | Як-3 | Як-7 | Як-9У |

## Командиры полка
- майор, подполковник Хирный Александр Васильевич (погиб)[3], 10.05.1941 — 19.03.1943
- майор, подполковник Обозненко Андрей Александрович[3], 20.03.1943 — 28.11.1944
- майор, подполковник Якименко Антон Дмитриевич[3], 28.11.1944 — 31.12.1945

## В составе соединений и объединений
| Период        | Фронт (округ)               | армия                | корпус                                             | дивизия                                             | примечание            |
| ------------- | --------------------------- | -------------------- | -------------------------------------------------- | --------------------------------------------------- | --------------------- |
| 02.07.1944 г. | 2-й Украинский фронт        | 5-я воздушная армия  | 3-й гвардейский истребительный авиационный корпус  | 13-я гвардейская истребительная авиационная дивизия | Як-9, Як-3            |
| 01.08.1945 г. | Южная группа войск          | 17-я воздушная армия | 3-й гвардейский истребительный авиационный корпус  | 13-я гвардейская истребительная авиационная дивизия | Як-3, Болгария        |
| 01.10.1947 г. | Закавказский военный округ  | 7-я воздушная армия  | 3-й гвардейский истребительный авиационный корпус  | 13-я гвардейская истребительная авиационная дивизия | Чирчик, Узбекская ССР |
| 10.01.1949 г. | Закавказский военный округ  | 34-я воздушная армия | 72-й гвардейский истребительный авиационный корпус | 13-я гвардейская истребительная авиационная дивизия | -                     |
| 10.01.1954 г. | Туркестанский военный округ | 73-я воздушная армия | 72-й гвардейский истребительный авиационный корпус | 13-я гвардейская истребительная авиационная дивизия | -                     |
| 02.04.1960 г. | Туркестанский военный округ | 73-я воздушная армия |                                                    | 13-я гвардейская истребительная авиационная дивизия | расформирован         |

## Участие в операциях и битвах
Великая Отечественная война (1944—1945):
- Ясско-Кишинёвская операция — с 20 августа 1944 года по 29 августа 1944 года.
- Белградская операция — с 28 сентября 1944 года по 20 октября 1944 года.
- Дебреценская операция — с 6 октября 1944 года по 28 октября 1944 года.
- Будапештская операция — с 29 октября 1944 года по 13 февраля 1945 года.
- Западно-Карпатская операция — с 12 января 1945 года по 18 февраля 1945 года.
- Балатонская оборонительная операция — с 6 марта 1945 года по 15 марта 1945 года.
- Братиславско-Брновская наступательная операция — с 25 марта 1943 года по 5 мая 1945 года.
- Пражская операция — с 6 мая 1945 года по 11 мая 1945 года

## Награды
За образцовое выполнение боевых заданий командования в боях с немецкими захватчиками при форсировании реки Дунай и проявленные при этом доблесть и мужество 150-й гвардейский истребительный авиационный полк 6 января 1945 года Указом Президиума Верховного Совета СССР награждён орденом «Боевого Красного Знамени»

## Почётные наименования
За отличие в боях при овладении городом Братислава 150-му гвардейскому Краснознамённому истребительному авиационному полку 7 мая 1945 года присвоено почётное наименование «Братиславский»

## Благодарности Верховного Главнокомандующего

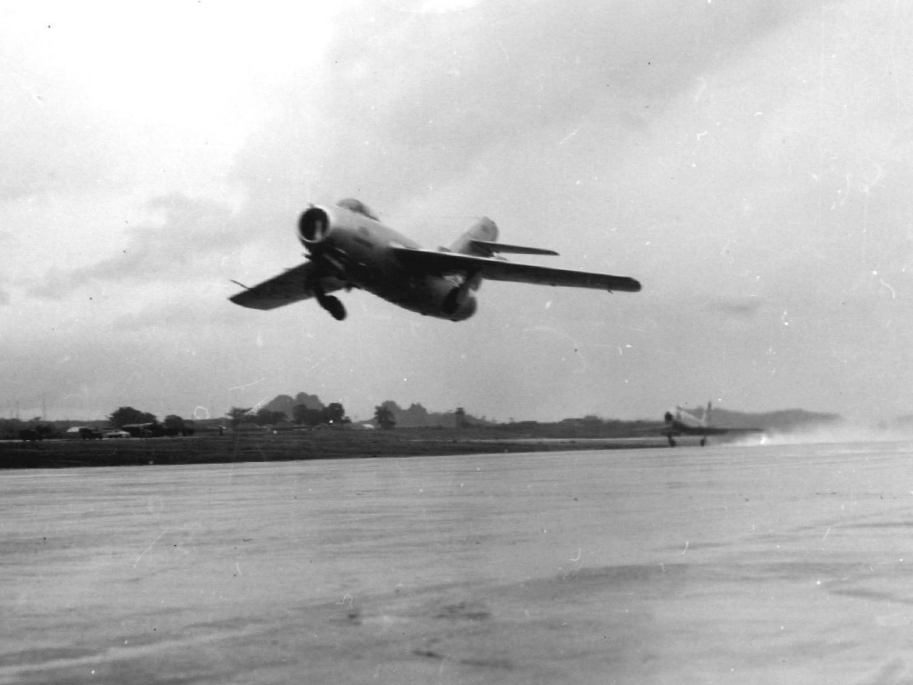
МиГ-15

Верховным Главнокомандующим дивизии объявлены благодарности:
- За овладение городами Яссы, Тыргу-Фрумос и Унгены[6]
- За овладение городам Дебрецен[7]
- За овладение городом Будапешт[8]
- За овладение Эстергом, Несмей, Фельше-Галла, Тата, а также заняли более 200 других населённых пунктов[9]
- За овладение городами Комарно, Нове-Замки, Шураны, Комьятице, Врабле — сильными опорными пунктами обороны немцев на братиславском направлении[10]
- За овладение городами Трнава, Глоговец, Сенец — важными узлами дорог и опорными пунктами обороны немцев, прикрывающими подступы к Братиславе[11]
- За овладение важным промышленным центром и главным городом Словакии  Братислава — крупным узлом путей сообщения и мощным опорным пунктом обороны немцев на Дунае[12]
- За овладение городами Малацки, Брук, Прьевидза, Бановце[13]
- За овладение городом Брно[14]
- За овладение городами Яромерж и Зноймо и на территории Австрии городами  Голлабрунн и Штоккерау — важными узлами коммуникаций и сильными опорными пунктами обороны немцев[15]

## Статистика боевых действий
Всего за годы Великой Отечественной войны полком:
| Выполнено боевых вылетов | Сбито самолётов в воздухе | Уничтожено самолётов всего |
| ------------------------ | ------------------------- | -------------------------- |
| 6487                     | 379                       | 396                        |

Свои потери:
| Потеряно самолётов, всего | Погибло лётчиков всего |
| ------------------------- | ---------------------- |
| 130                       | 62                     |

## Герои Советского Союза
- Егоров Николай Сергеевич, гвардии старший лейтенант, командир эскадрильи 150-го гвардейского истребительного авиационного полка 13-й гвардейской истребительной авиационной дивизии 3-го гвардейского истребительного авиационного корпуса 5-й воздушной армии 15 мая 1946 года удостоен звания Герой Советского Союза. Золотая Звезда № 7518
- Коновалов Сергей Иванович, гвардии старший лейтенант, заместитель командира эскадрильи 150-го гвардейского истребительного авиационного полка 13-й гвардейской истребительной авиационной дивизии 3-го гвардейского истребительного авиационного корпуса 5-й воздушной армии 15 мая 1946 года удостоен звания Герой Советского Союза. Золотая Звезда № 6908
- Красавин Константин Алексеевич, гвардии майор, заместитель командира 150-го гвардейского истребительного авиационного полка 13-й гвардейской истребительной авиационной дивизии 3-го гвардейского истребительного авиационного корпуса 5-й воздушной армии 15 мая 1946 года удостоен звания Герой Советского Союза. Золотая Звезда № 5444
- Носов Савелий Васильевич, гвардии лейтенант, командир звена 150-го гвардейского истребительного авиационного полка 13-й гвардейской истребительной авиационной дивизии 3-го гвардейского истребительного авиационного корпуса 5-й воздушной армии 15 мая 1946 года удостоен звания Герой Советского Союза. Золотая Звезда № 7524
- Шаменков Иван Фролович, гвардии старший лейтенант, командир звена 150-го гвардейского истребительного авиационного полка 13-й гвардейской истребительной авиационной дивизии 3-го гвардейского истребительного авиационного корпуса 5-й воздушной армии 15 мая 1946 года удостоен звания Герой Советского Союза. Золотая Звезда № 6905

## Базирование полка
- Райнталь, Австрия, 5.45 — 9.7.45
- Ямбол, Болгария, 9.7.45 — 5.10.47
- Чирчик, Ташкентская область, 5.10.47 — 02.04.1960

## Самолёты на вооружении
| Период      | Самолёты            |
| ----------- | ------------------- |
| 1941 — 1942 | МиГ-3               |
| 1942 — 1945 | Як-1                |
| 1943 — 1945 | Як-7                |
| 1945 — 1949 | Як-3                |
| 1944 — 1946 | Як-9                |
| 1948 — 1952 | Bell P-63 Kingcobra |
| 1952 — 1955 | МиГ-15 бис          |
| 1955 — 1960 | МиГ-17              |

## Расформирование полка
150-й гвардейский Братиславский Краснознамённый истребительный авиационный полк 02 апреля 1960 года расформирован